# Talaveruela de la Vera
Talaveruela de la Vera és un municipi de la província de Càceres, a la comunitat autònoma d'Extremadura (Espanya).

## Demografia
| 2001 | 2002 | 2003 | 2004 | 2005 | 2006 |
| ---- | ---- | ---- | ---- | ---- | ---- |
| 444  | 424  | 413  | 413  | 398  | 378  |